# Simon Harcourt
Simon Harcourt, 1. vikomt Harcourt (Simon Harcourt, 1st Viscount Harcourt, 1st Baron Harcourt) (1661, Stanton Harcourt, Anglie – 23. července 1727, Londýn, Anglie) byl britský právník a politik. Vynikl jako parlamentní řečník, ve vysokých funkcích v justiční správě byl dvanáct let členem vlády. Od roku 1711 jako baron zasedal ve Sněmovně lordů, v roce 1721 byl povýšen na vikomta. Jeho potomci v několika generacích zastávali vysoké posty u dvora, rod vymřel v roce 1830.

## Kariéra

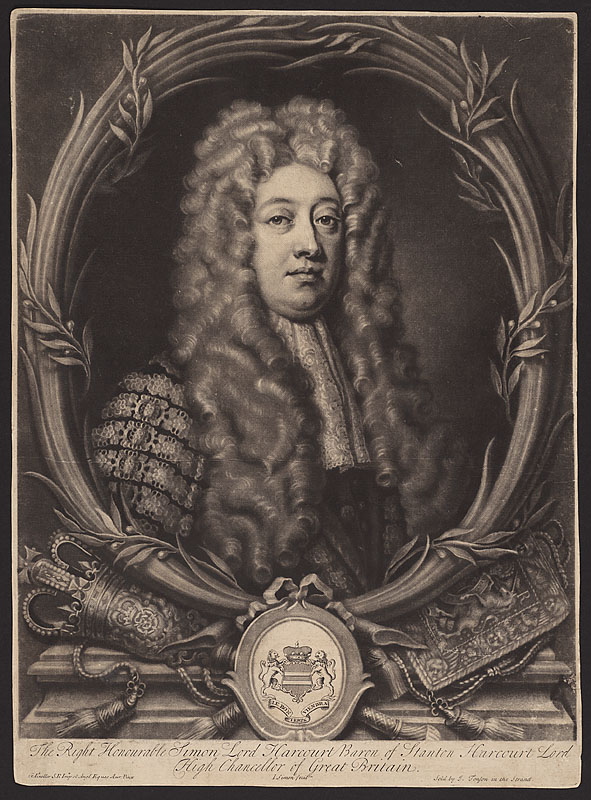
Simon Harcourt, 1. vikomt Harcourt

Pocházel ze starobylé rodiny francouzského původu, která od středověku sídlila na panství Stanton Harcourt (Oxfordshire). Narodil se na rodovém sídle jako jediný syn poslance Sira Philipa Harcourta (1638–1688). Vystudoval v Oxfordu a od mládí působil jako úspěšný právník, mimo jiné byl soudcem v Abingdonu, v roce 1688 po otci převzal rodové statky v hrabství Oxfordshire. V letech 1690–1710 byl poslancem Dolní sněmovny za stranu toryů a patřil k blízkým přátelům Roberta Harleye. Na půdě parlamentu vynikl jako řečník. Po nástupu královny Anny byl povýšen do šlechtického stavu (1702) a stal se členem vlády jako nejvyšší právní zástupce (solicitor general, 1702–1707) a právní zástupce koruny (attorney general, 1707–1710). V letech 1706–1707 byl též členem komise pro sloučení Anglie a Skotska.
V roce 1710 se stal členem Tajné rady a v Harleyově vládě patřil k jejím nejvlivnějším členům jako lord kancléř a lord strážce velké státní pečeti (1710–1714), z titulu funkce lorda kancléře zároveň předsedal Sněmovně lordů. V roce 1711 získal titul barona a byl povolán do Sněmovny lordů jako dědičný peer. V roce 1714 byl ze strany whigů obviněn ze styků s princem Jakubem Stuartem. Jeho podíl na jakobitském povstání nebyl sice prokázán, ale spolu s Harleyem se v roce 1714 musel stáhnout do ústraní. V roce 1720 se připojil k whigům a začal podporovat premiéra Roberta Walpola, načež v roce 1721 získal titul vikomta a bylo mu obnoveno členství v Tajné radě. V případě nepřítomnosti krále Jiřího I. byl několikrát členem místodržitelského sboru (1723, 1725, 1727).
Zemřel ve svém londýnském paláci Harcourt House, který byl zbořen počátkem 20. století.
Byl třikrát ženat, z prvního manželství měl pět dětí. Synové Walter a Philip zemřeli v dětství, dědicem titulů byl syn Simon Harcourt (1684–1720), který studoval v Oxfordu a v Padově, v letech 1710–1715 byl poslancem Dolní sněmovny, ale zemřel také ještě před otcem. Druhým vikomtem se stal vnuk Simon Harcourt, 1. hrabě Harcourt, který byl později povýšen na hraběte a v dalších generacích Harcourtové zastávali vysoké posty u dvora. Rod vymřel v roce 1830 a poté jméno Harcourt převzal jejich příbuzný Edward Venables–Vernon, arcibiskup v Yorku.